# 輜汽路
輜汽路（Zihci Rd.）為高雄市苓雅區及鳳山區的東西向道路，起端為武慶二路，末端為南京路。是衛武營都會公園的周邊道路，也是鳳山工業區的主要聯外道路之一。

## 行經行政區域
- 苓雅區
- 鳳山區

## 沿線設施
（由西至東）
- 鳳山工業區
- 交通部公路局高雄區監理所
- 山隆加油站苓雅站
- 7-ELEVEN武營門市
- 衛武營都會公園
  - 衛武營公園南區汽車停車場
- 鳳山運動公園
  - 鳳山沙灘排球場
  - 鳳新壘球場
  - 高雄市新都慢速壘球協會
- 高雄市立鳳甲國民中學

## 公共自行車
- 高雄市公共自行車租賃系統：
  - 武林輜汽路口：武林路/輜汽路口東南側
  - 新強輜汽路口：新強路/輜汽路(東南側)
  - 鳳山運動公園：輜汽路/大明路口西南側
  - 衛武營公園：輜汽路/新康街口西南側

## 相關連結
- 高雄市主要道路列表